# Когнітивна карта

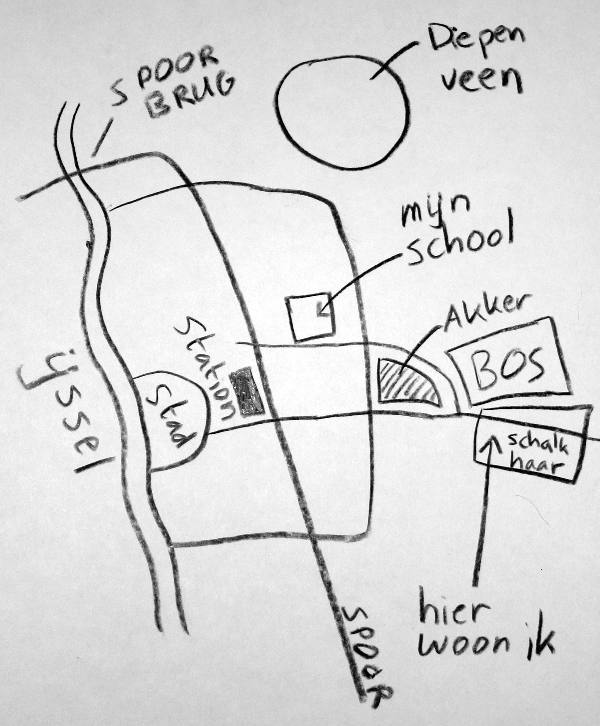
Ментальна карта

Когніти́вна ка́рта (від лат. cognitio — знання, пізнання) — образ знайомого просторового оточення.
Термін запропонований в 1948 у роботі американського психолога Е. Толмена «Когнітивні карти у щурів і людини».
Когнітивні карти постають унаслідок активної взаємодії суб'єкта з навколишнім світом. При цьому можуть формуватися когнітивні карти різної міри спільності, «масштабу» і організації (наприклад, карта-огляд або карта-шлях залежно від повноти поданих просторових зв'язків й ній і наявності вираженої точки відліку). У такій суб'єктивній картині, що має, передусім, просторові координати, локалізуються сприйняті предмети.
Виділяють карту-шлях як послідовність зв'язків між об'єктами певного маршруту, і карту-огляд як одночасне представлення просторового розташування об'єктів.

## Когнітивне моделювання
Когнітивне моделювання — ухвалення у.ч. за допомогою комп'ютера, найефективніших управлінських рішень, пошук сценаріїв розвитку подій на основі виділення понять (концептів, чинників), що кількісно та якісно характеризують ситуацію, а також оцінки взаємовпливу чинників. Як правило, когнітивне моделювання здійснює команда людей (керівників, менеджерів, експертів), котра відповідає за розвиток деякої інституціональної структури.
Методологія когнітивного моделювання, має на меті аналіз та ухвалення рішень у ситуаціях невизначеності; запропонована Аксельродом коли?.
Ґрунтується на моделюванні суб'єктивних думок експертів про ситуацію і включає:
- методологію структуризації ситуації: модель подання знань експерта у вигляді знакового орграфа (когнітивної карти) (F, W), де F — множина чинників ситуації, W — множина причинно-наслідкових зв'язків між чинниками ситуації;
- методи аналізу ситуації.

Методологія когнітивного моделювання розвивається у напрямку вдосконалення апарату аналізу і моделювання ситуації.
Методи аналізу ситуації в просторовому картографічному аналізі почали розвиватися за рахунок впровадження у картографію потужного арсеналу обчислювальної математики, ймовірнісно-статистичних методів і електронно-обчислювальної техніки. До наукового обігу увійшли багато нетрадиційних картографічних моделей: карти просторових кореляцій, трендові поверхні, поля щільності і інтенсивності явищ, еквідистантні і варіавалентні анаморфози тощо.